# Orcistus
Orcistus (llatí Orcistus, grec antic Ὀρκιστός/Orkistós) fou una ciutat del nord-est de Frígia prop del límit amb Galàcia. A l'època cristiana fou seu d'un bisbe. Correspondria a la moderna Alekiam de la qual les ruïnes es troben a uns 5 km, tot i que segons altres autors estaria al sud de la moderna Örtakoy